# Prince George (British Columbia)
|                       | Jan   | Feb   | Mär  | Apr  | Mai  | Jun  | Jul  | Aug  | Sep  | Okt  | Nov  | Dez   |   |       |
| Mittl. Tagesmax. (°C) | −5,5  | −0,8  | 5,0  | 11,4 | 16,5 | 19,5 | 22,1 | 21,7 | 16,4 | 9,5  | 0,6  | −4,0  | ⌀ | 9,4   |
| Mittl. Tagesmin. (°C) | −13,6 | −10,0 | −5,5 | −1,1 | 3,2  | 7,0  | 8,8  | 7,9  | 3,8  | −0,4 | −6,3 | −11,7 | ⌀ | −1,5  |
|                       |       |       |      |      |      |      |      |      |      |      |      |       |   |       |
| Niederschlag (mm)     | 52,4  | 31,4  | 32,7 | 32,2 | 50,9 | 72,7 | 63,5 | 51,1 | 52,5 | 57,9 | 51,5 | 52,0  | Σ | 600,8 |
|                       |       |       |      |      |      |      |      |      |      |      |      |       |   |       |
| Regentage (d)         | 15,4  | 12,8  | 12,3 | 10,2 | 13,3 | 16,0 | 13,7 | 13,0 | 12,6 | 15,2 | 15,3 | 16,3  | Σ | 166,1 |

| −13,6 |

| −10,0 |

| −5,5 |

| −1,1 |

| 3,2 |

| 7,0 |

| 8,8 |

| 7,9 |

| 3,8 |

| −0,4 |

| −6,3 |

| −11,7 |

| −13,6 |

| −10,0 |

| −5,5 |

| −1,1 |

| 3,2 |

| 7,0 |

| 8,8 |

| 7,9 |

| 3,8 |

| −0,4 |

| −6,3 |

| −11,7 |

Prince George ist eine Stadt im Zentrum der kanadischen Provinz British Columbia. Sie ist die größte Stadt der Provinz, die nicht im Süden nahe der US-amerikanischen Grenze (Ballungsraum Vancouver, Vancouver Island) liegt. Sie stellt somit das wichtigste Zentrum für den riesigen, dünn besiedelten Norden British Columbias dar. Prince George ist der Verwaltungssitz des Fraser-Fort George Regional District.

## Geografie
Die Stadt liegt in der geografischen Mitte von British Columbia, an der Mündung des Nechako River in den Fraser River. In der Sprache der hier ursprünglich siedelnden First Nations, in Dakelh, wurde das Gebiet als Thle-et-leh bezeichnet. Der Name bezieht sich dabei auf die hier erfolgende Einmündung und bedeutet Zusammenfluss.
Das Stadtgebiet bedeckt eine Fläche von 318,26 km² und das Ortszentrum liegt in einer Höhe von 575 m.

## Geschichte
Die europäisch geprägten Ursprünge von Prince George liegen in einem 1807 durch den Entdecker und Pelzhändler Simon Fraser gegründeten Pelzhandelsposten der North West Company namens Fort George. Der Name wurde zu Ehren von Georg III., König des Vereinigten Königreichs Großbritannien und Irland gewählt. 1914 wurde die Ansiedlung an das Streckennetz der Grand Trunk Pacific Railway angeschlossen. Die Zuerkennung der kommunalen Selbstverwaltung für die Gemeinde erfolgte am 6. März 1915 (incorporated als Village Municipality). Seit dem 15. Dezember 1981 hat Prince George den Status einer Kleinstadt (City). Da die Ansiedlung dabei mit der Ansiedlung South Fort George zusammengeschlossen wurde, änderte die neue Gemeinde ihren Namen nach Prince George, 1. Duke of Kent in City of Prince George. Seit 1994 ist die Stadt Sitz einer Universität, der University of Northern British Columbia.

## Demographie
Der Zensus im Jahr 2016 ergab für die Gemeinde eine Bevölkerungszahl von 74.003 Einwohnern, nachdem der Zensus im Jahr 2011 für die Gemeinde eine Bevölkerungszahl von 71.974 Einwohnern ergab. Die Bevölkerung hat dabei im Vergleich zum letzten Zensus im Jahr 2011 um 2,8 % zugenommen und liegt damit weit unter dem Provinzdurchschnitt mit einer Bevölkerungszunahme in British Columbia um 5,6 %. Im Zensuszeitraum 2006 bis 2011 hatte die Einwohnerzahl in der Gemeinde mit 1,4 % auch schwächer als im Provinztrend zugenommen, dort hatte sie um 7,0 % zugenommen.
Für den Zensus 2016 wurde für die Gemeinde ein Medianalter von 38,4 Jahren ermittelt. Das Medianalter der Provinz lag 2016 bei nur 43,0 Jahren. Das Durchschnittsalter lag bei 39,0 Jahren, bzw. bei 42,3 Jahren in der Provinz.
Zum Zensus 2011 wurde für die Gemeinde noch ein Medianalter von 38,1 Jahren ermittelt. Das Medianalter der Provinz lag 2011 bei nur 41,9 Jahren.

## Bildung und Forschung
Neben dem seit 1969 existierenden College of New Caledonia wurde 1994 die University of Northern British Columbia gegründet. Es existiert ein Austauschprogramm mit der Universität Bonn und der Universität des Saarlandes.

## Wirtschaft
Wichtigstes ökonomisches Standbein der Stadt ist die holzverarbeitende Industrie (Forstwirtschaft, Sägewerke, Sperrholzherstellung, Papiererzeugung).

## Verkehr
Prince George liegt am nördlichen Teilabschnitt des Trans-Canada Highway (Highway 16), welcher den Ort in Ost-West-Richtung passiert. In Nord-Süd-Richtung passiert der Highway 97 die Stadt.
Weiterhin ist der Ort durch seinen Flughafen Prince George mit der restlichen Provinz verbunden. Die Hauptverbindung ist nach Vancouver.
Ebenfalls verbindet eine Strecke der Canadian National Railway den Ort über die Prince George Bridge mit dem Binnenland und Prince Rupert an der Küste. Auch VIA Rail Canada hat für seinen Zug The Skenna in der Stadt einen Haltepunkt. Wobei The Skeena diesen Zugnamen zwar seit 2009 offiziell nicht mehr führt, da damals von VIA Rail Canada nahezu alle Zugnamen gestrichen wurden. Der Zug verkehrt jedoch weiterhin dreimal die Woche in beide Richtungen.
Der öffentliche Personennahverkehr wird regional durch das „Bulkley Nechako Regional Transit System“ angeboten, welches von BC Transit betrieben wird. Das System beinhaltet auch Verbindungen zwischen Prince George, Burns Lake und Smithers, mit Haltestellen in den Gemeinden zwischen diesen Orten.
Zusätzlich ist die Gemeinde an ein überregionales Netz von Busverbindungen angeschlossen, welches von BC Bus North betrieben wird. Die Verbindungen der Gemeinde in diesem Netz sind:
- Prince Rupert–Smithers–Prince George
- Prince George–Valemont
- Prince George–Mackenzie–Dawson Creek–Fort St. John

Mit Stand 2020 sind in diesem Netz insgesamt 34 Gemeinden und Siedlungen im zentralen und nördlichen British Columbia verbunden.

## Sport
Im Curling war Prince George 1961 Gastgeber der Canadian Junior Men’s championships, 1979 der Canadian Mixed und 1987 der Canadian Seniors. 2020 soll dort die Weltmeisterschaft der Damen ausgetragen werden.
Das CN Centre ist die Arena der Prince George Cougars.

## Persönlichkeiten
- Roger Gibbins (* 1947), Politikwissenschaftler
- Kerry Ketter (* 1947), Eishockeyspieler
- Sidney McKnight (* 1955), Boxer und Teilnehmer an den Olympischen Spielen
- Dean Butler (* 1956), Film-/Fernsehschauspieler und Dokumentarfilmproduzent
- Paul Geddes (* 1964), Eishockeyspieler
- Robert Seeliger (* 1966), Schauspieler
- Murray Baron (* 1967), Eishockeyspieler
- Jon Cooper (* 1967), Eishockeytrainer
- Chris Farstad (* 1969), Bobfahrer
- Turner Stevenson (* 1972), Eishockeyspieler und -trainer
- Scott Bellavance (* 1975), Freestyle-Skier
- Jonathan Crow (* 1977), Geiger und Musikpädagoge
- Greg Kuznik (* 1978), Eishockeyspieler
- Anthony Sedlak (1983–2012), Koch und Fernsehkoch
- Tyler Scofield (* 1984), Eishockeyspieler
- Nick Drazenovic (* 1987), Eishockeyspieler und -funktionär
- Brandon Manning (* 1990), Eishockeyspieler
- Aaron Neumann (* 1991), Biathlet
- Brett Bulmer (* 1992), Eishockeyspieler
- Alyxandria Treasure (* 1992), Leichtathletin
- Sarah Beaudry (* 1994), Biathletin
- Tess Critchlow (* 1995), Snowboarderin
- Carly Shaw-MacLaren (* 1996), Fußballschiedsrichterin
- Meryeta Odine (* 1997), Snowboarderin

Personen mit Beziehung zur Gemeinde:
- Hubert Patrick O’Connor (1928–2007), Bischof von Whitehorse (1971–1986), Bischof von Prince George (1986–1991) und verurteilter Sexualstraftäter
- Barry McKinnon (1944–2023), Dichter, arbeitete als Englischlehrer in Prince George